# Olga Gyarmati
Olga Gyarmati, madžarska atletinja, * 5. oktober 1924, Debrecen, Madžarska, † 27. oktober 2013, Greenfield, Massachusetts, ZDA.
Nastopila je na poletnih olimpijskih igrah v letih 1948, 1952 in 1956, leta 1948 je osvojila naslov olimpijske prvakinje v skoku v daljino. V tej disciplini je osemkrat postala madžarska državna prvakinja, dvakrat tudi v peteroboju in enkrat v skoku v višino.